# Язовецът
„Язовецът“ е български телевизионен игрален филм (драма) от 1981 година.
Режисьор е Павел Павлов, сценарият е на Кольо Дончев. Създаден е по едноименната повест на Емилиян Станев. Оператор е Пламен Мечконев. Музиката във филма е композирана от Тончо Русев.

## Сюжет
Сценарият следва плътно действието от повестта като ни въвежда в перипетиите на зародилата се любов между една французойка на средна възраст, дошла на почивка в България, и местен рибар.

## Актьорски състав
| Роля          | Изпълнител        |
| ------------- | ----------------- |
| французойката | Невена Коканова   |
| Тасо          | Антон Горчев      |
|               | Леда Тасева       |
|               | Анани Явашев      |
|               | Димитър Хаджиянев |
|               | Стефан Илиев      |
|               | Иван Дервишев     |
|               | Нели Тодорова     |

и други